# Save the Elephants
Save the Elephants (STE) ist eine gemeinnützige Organisation mit Hauptsitz in London, die im September 1993 von Iain Douglas-Hamilton gegründet wurde. Der international tätige Verein setzt sich für den Erhalt von Lebensräume der Elefanten ein. Daneben untersucht sie die Veränderung der Population und versucht, diese mit Zucht positiv zu verändern. Gleichzeitig will die Organisation den Ruf der Elefanten bei der Bevölkerung verbessern. Die Organisation arbeitet mit einem Vier-Säulen-Prinzip: Schutz der Lebensräume der Elefanten, Forschung, Basisorganisation und Einbindung bzw. Aufklärung der Öffentlichkeit durch die Verbreitung von Informationen über das Fernsehen, Filme, Publikationen und neue Medien.
Im November 2016 wurde die Organisation mit dem Bambi in der Kategorie Unsere Erde ausgezeichnet. 

## Geschichte
Gründer Douglas-Hamilton war viele Jahrzehnte in Afrika unterwegs und erforschte die Lebensgewohnheiten der Elefanten. Er schrieb Bücher und drehte Filme. Allerdings sah er dadurch auch, wie gefährdet Afrikanische Elefanten sind. Ein erster persönlicher Erfolg von Douglas-Hamilton war, dass das Washingtoner Artenschutzübereinkommen 1989 den Handel von Elfenbein verbot. Seine Berichte waren ausschlaggebend für den Entschluss. Jahre später gründete er die Organisation Save the Elephants in London.

## Beschreibung
Die Organisation ist schwerpunktmäßig in Kenia, Gabun, Demokratische Republik Kongo und Mali vertreten. 
Mit großangelegten Aktionen verhinderten Aktivisten, dass die Lebensräume der Elefanten weiter zerstört werden. Mit Veranstaltungen klärten sie die Zivilbevölkerung auf, um sie auf ihre Seite zu ziehen. 
Vor allem im Samburu National Reserve im Great Rift Valley in Kenia führt Save the Elephants Studien von Elefanten durch. In zahlreichen Film-, Fernseh- und Print-Artikel, darunter in National Geographic, berichtet und erklärt die Organisation über ihre Arbeit und den momentanen Elefantenbestand. Berühmteste Fernsehreihe ist die auf BBC Natural History ausgestrahlte Unit-Serie The Secret Life of Elephants.
Seit neustem arbeitet die Save-the-Elephants-Organisation mit Google Earth Outreach zusammen. Dadurch ist es nun effizienter, Gebiete und Wanderrouten der Elefanten zu schützen.

## Vier-Säulen

### Research
Diese Säule beinhaltet die Erforschung der Tiere in ihrem natürlichen Lebensraum, aber auch in den Aufzuchtstationen. Sie ist eng verknüpft mit den drei anderen Säulen.
Ein Schwerpunkt der Erforschung der Elefanten liegt an dem Nachvollziehen der Wanderrouten. So werden den Tieren GPS-/GSM-Sender (Halsbänder) angelegt um die wichtigen Wege der Elefanten herauszufinden. Diese werden dann stärker überwacht. In Kooperation mit der Safaricom Foundation werden alle drei Stunden Angaben der aktuellen Position der Tiere, der Lufttemperatur und der Luftfeuchtigkeit ausgearbeitet.
Die Forschungsarbeiten der Save the Elephants wird grob in zwei Bereiche unterteilt, der reinen Forschung (pure research) und der angewandten Forschung (applied research). Ersteres behandelt die Perspektive der reinen Wissenschaft. Dort wird das Verhalten der Tiere nachvollzogen und nach Erklärungen gesucht. Man untersucht, wie Elefanten ihre Umwelt nutzen und verändern und der Informationsaustausch funktioniert. Die angewandte Forschung gehört zur Strategie der Rettung der Tiere. Aufgrund der Ortungsdaten wurden detaillierte Karten erstellt, die die Aufenthaltsorte der Tiere aufzeigen. Dies reduziert u. U. ungewollte Konfrontationen mit Menschen.

### Protection
Um den Schutz der Elefanten und deren Lebensräumen zu gewährleisten, arbeitet die Organisation eng mit staatlichen- und nicht-staatlichen Einrichtungen, wie Universitäten, Forschungseinrichtungen und Behörden, zusammen. So wird vorab geklärt, ob in Planung befindende Gebäude in Wanderrouten der Tiere legen oder Baufläche wichtigen Lebensraum zerstört. Live-Tracking ermöglicht den Rangern, schnelles und gezieltes einschreiten. Daneben wird die Bevölkerung aufgeklärt, da auch diese vor evtl. Angriffen seitens der Elefanten geschützt werden muss. 
In diesem Bereich arbeitet Save the Elephants eng mit der CITES zusammen. Eine Hauptaufgabe liegt in der Bekämpfung der Wilderei und dem Handel von Elfenbein.

### Grass roots
Diese Säule behandelt das Miteinander der ansässigen Bevölkerung mit den Elefanten. In Sitzungen und öffentlichen Veranstaltungen gibt es Meinungs- und Wissensaustausch der Bevölkerung mit den Forschern der Organisation. 
Unter diesem Begriff wird sich auch mit übernatürlichen Ereignissen rund um den Elefanten beschäftigt. So werden afrikanische Märchen gesammelt, übersetzt und gedeutet.

### Education
Behandelt die Einbindung und die Aufklärung der Öffentlichkeit. Daneben ermöglicht Elephant Watch (EW), dass die Bevölkerung, besonders die Kinder, die Elefanten aus sicherer Entfernung beobachten können. Auch werden Schulen von Safe the Elephant finanziert, damit die Kinder eine hohe Schulbildung genießen können, um so nicht zur Wilderei greifen müssen, um Geld zu verdienen.

## Elephant Watch
Elephant Watch Safari arbeitet eng mit Save the Elephants zusammen. So werden Safaris und Besichtigungen von den Elefanten in ihren natürlichen Lebensräumen angeboten.